# Імре Гараба
Імре Гараба (угор. Imre Garaba, нар. 29 липня 1958, Вац) — угорський футболіст, що грав на позиції захисника. Футболіст року в Угорщині (1982).
Виступав, зокрема, за клуб «Гонвед», а також національну збірну Угорщини, з якою був учасником двох чемпіонатів світу.

## Клубна кар'єра
Розпочав грати у футбол в нижчоліговому клубі «Вац» з однойменного рідного міста. 1979 року перейшов у вищоліговий «Гонвед», в якому провів вісім сезонів і чотири рази виграв чемпіонат Угорщини та один раз національний кубок. 
Згодом з 1987 по 1992 рік грав за кордоном у складі французького «Ренна» та бельгійського «Шарлеруа», а завершив ігрову кар'єру на батьківщині у команді БВСК, за яку виступав протягом 1992–1993 років. Надалі працював тренером в кількох угорських клубах, в тому числі МТК (Будапешт).

## Виступи за збірну
30 квітня 1980 року дебютував в офіційних матчах у складі національної збірної Угорщини в товариській грі проти Чехословаччини (0:1).
У складі збірної був учасником чемпіонату світу 1982 року в Іспанії та чемпіонату світу 1986 року у Мексиці. На обох турнірах Гараба був основним гравцем, зігравши по три матчі, але в обох випадках угорці не подолали груповий етап.
Загалом протягом кар'єри у національній команді, яка тривала 12 років, провів у її формі 82 матчі, забивши 3 голи.

## Титули і досягнення
- Чемпіон Угорщини (1):

«Гонвед»: 1979/80, 1983/84, 1984/85, 1985/86
- Володар Кубка Угорщини (1):

«Гонвед»: 1984/85

### Індивідуальні
- Футболіст року в Угорщині: 1982[2]